# São Cristóvão (Rio de Janeiro)
Pour les articles homonymes, voir São Cristóvão.
São Cristóvão (Saint-Christophe en français) est un quartier de Rio de Janeiro au Brésil.

## Histoire
L'ancienne résidence impériale du Brésil se trouve dans ce quartier ainsi qu'un palais datant du XIXe siècle et qui abrite aujourd'hui le musée national du Brésil, musée intégrant l'université fédérale de Rio de Janeiro.

## Géographie
Une grande partie du quartier comprend le parc Quinta da Boa Vista. Dans ce parc, les bâtiments principaux du musée national, tels que la bibliothèque et le jardin botanique, s'y trouvent. Adjacent ce parc, le zoo de Rio de Janeiro.
Au nord du quartier se trouve le quartier Caju, à l'est Santo Cristo, au sud Maracanã, au sud-ouest Mangueira, à l'ouest Benfica et, presque enclavé dans le quartier de São Cristóvão, le quartier de Vasco da Gama.

## Sport
- Stade Figueira de Melo